# بروميد الكربونيل
بروميد الكربونيل هو مركب كيميائي عضوي ينتج من تحلل مركبات الهالون، يسمى دائما برومو فوسجين قياسا على الفوسجين , يستخدم في طفاية الحريق 

## التفاعل
1-	يمكن تكوين بروميد الكربونيل بإذابة مركب رابع بروميد الميثان عن طريق إضافة حمض الكبريتيك المركز .
2-	عند درجة حرارة منخفضة يتحلل بروميد الكربونيل إلى أول أكسيد الكربون وعنصر البروم .